# Summit (supercomputador)

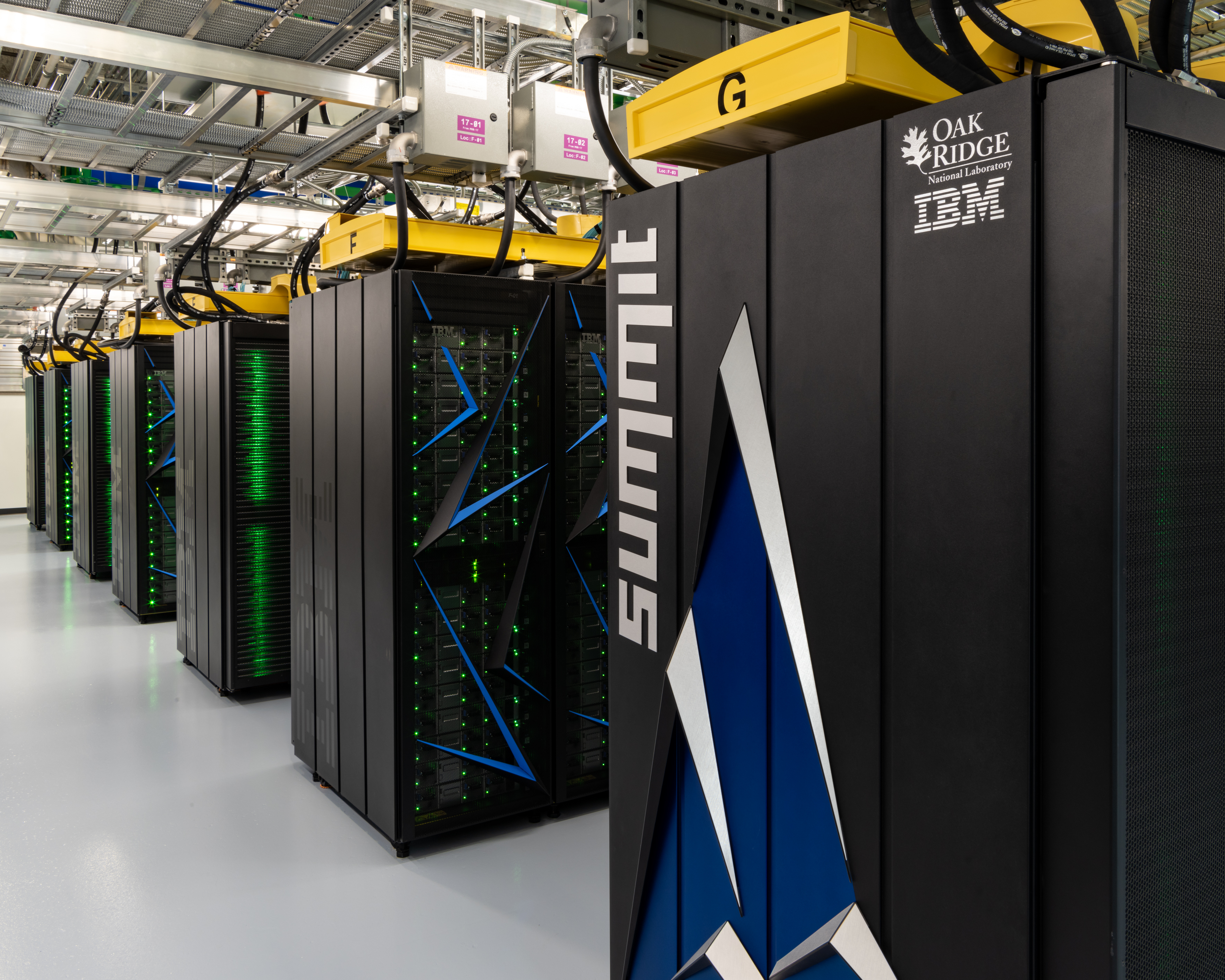
Supercomputador Summit

Summit é o supercomputador de nova geração oito vezes mais potente que seu sistema anterior, Titan. Summit pode completar mais de 200.000 trilhões de cálculos por segundo. Espera-se que esse poder de cálculo forneça potência computacional para pesquisas em energia, materiais avançados e inteligência artificial (IA). Para certas aplicações científicas, a Summit também será capaz de processar mais de três bilhões de bilhões de cálculos de precisão por segundo, ou 3,3 exapos.